# Anisarthron cyrus
Anisarthron cyrus är en skalbaggsart som först beskrevs av Jean François Villiers 1971.  Anisarthron cyrus ingår i släktet Anisarthron och familjen långhorningar.
Artens utbredningsområde är Iran. Inga underarter finns listade i Catalogue of Life.